# Neocrambus wolfschlaegeri
Neocrambus wolfschlaegeri là một loài bướm đêm trong họ Crambidae.